# 宮下英樹
宮下 英樹（みやした ひでき、1976年 - ）は、日本の漫画家。石川県七尾市出身。石川県立七尾高等学校卒業、富山大学工学部中途退学。

## 来歴
富山大学在学中よりコミック誌への投稿を始め、途中で編集者から少年誌から青年誌への投稿を勧められる。月刊ヤングサンデーなど幾つかの雑誌での入賞を経て、出版社より漫画アシスタントの仕事を紹介されたのを機に上京、竹下けんじろうの下でアシスタント業を行いながら投稿を続けた。2001年5月、「第44回ちばてつや賞大賞」を受賞し、『週刊ヤングマガジン』（講談社）に掲載の「春の手紙」でデビュー。2002年から相撲をテーマにした初連載「ヤマト猛る!」がスタートしたが、全6巻で完結となった。インタビューによれば期待していた程にはヒットしなかったという。
2004年、担当編集者と戦国時代について意気投合した事がきっかけとなって、「新説を取り入れた歴史作品」の製作を決意する。同年4月19日の『週刊ヤングマガジン』に豊臣秀吉の旗本出身で、出石藩の藩祖である仙石権兵衛秀久を主役に据えた「センゴク」の連載が開始された。本作ではルイス・フロイスの『日本史』や太田牛一の『信長公記』を中心とした丹念な資料研究や合戦跡や城跡の探索に加えつつ、積極的に新説が取り込まれた歴史漫画を執筆している。同作はヤングマガジン誌におけるヒット作の一つとなり、第一部「センゴク」、第二部「センゴク天正記」、第三部「センゴク一統記」、第四部「センゴク権兵衛」が描かれ、別冊ヤングマガジン及び月刊ヤングマガジンで今川義元を主人公にした「センゴク外伝 桶狭間戦記」」も連載された。

## エピソード
- 幼少期に影響を受けた作品は樋口一葉の『たけくらべ』で、自身の創作に影響を与えたという[2]。
- 講談社BOXの取材で漫画家として尊敬する人物に松本剛を挙げている[4]。また、平田弘史の名も挙げている。
- ちばてつや賞の出身者として、2012年に開かれたちばてつやの講演会で司会役を務めている。
- 滋賀県彦根市の夢京橋あかり館（まちなか博物館）で開催された石田三成を題材にした展覧会「MITSUNARI 11」からの依頼を受けて、本編では未だ小姓である三成の肖像画を製作した[5]。
- 歴史に関連した書籍や番組に出演する機会も多く、2014年にはNHK大河ドラマ『軍師官兵衛』第34話に黒田家家臣として特別出演した[6]。
  - 『軍師官兵衛』で主演を務めた岡田准一がセンゴク第一話からの読者という縁もあり、上述の出演に加えて制作スタッフのTシャツをデザインしている。
- 仙石氏所縁の鍔を仙石氏の縁者から譲られている。

## 作品リスト

### 漫画
- 春の手紙（『週刊ヤングマガジン』、講談社、2001年、デビュー作）
- ヤマト猛る!（『週刊ヤングマガジン』、講談社、2002年 - 2003年、全6巻）
- センゴク（『週刊ヤングマガジン』、講談社、2004年 - 2007年、全15巻）
- センゴク 天正記（『週刊ヤングマガジン』、講談社、2008年 - 2012年、全15巻）
- センゴク 一統記（『週刊ヤングマガジン』、講談社、2012年 - 2015年、全15巻）
- センゴク権兵衛（『週刊ヤングマガジン』、講談社、2015年 - 2022年、全27巻）

戦国時代・安土桃山時代を舞台に、仙石秀久を主人公にした作品。全4部作。
- センゴク外伝 桶狭間戦記（『別冊ヤングマガジン』→『月刊ヤングマガジン』→『週刊ヤングマガジン』、2007年 - 2010年、全5巻）

『センゴク』の番外編。桶狭間の戦いを舞台にしている。
- 大乱 関ヶ原（『コミック乱』2022年10月号[7] - 、既刊5巻）
- 神聖ローマ帝国 三十年戦争（『歴史群像』2022年10月号[8] - 、既刊2巻）

### 挿絵
- 『センゴク兄弟』原作：東郷隆
- 『信長と往く 転生商人の天下取り』原作:入月英一
- 『ちぇんごく』原作:本郷和人

### 著作
- 『歴史知識ゼロの僕がどうやって１８年間歴史マンガ『センゴク』を描き続けられたのか？』

## 関連人物

### 師匠
- 竹下けんじろう